# Armes invencibles
Armes invencibles (títol original: Police Story, Ging chaat goo si) és una pel·lícula de Hong Kong dirigida per Jackie Chan, estrenada el 1985. Ha estat doblada al català.

## Argument
Una operació de la policia de Hong Kong durant una transacció il·legal de droga porta diversos membres d'un grup criminal a la presó.
No estant segur de poder fer condemnar el cap Chu Tu, el comissari Li decideix treure les acusacions sobre Selina Fong, una dona recentment arribada a l'organització, i de considerar-la com una testimoni de l'afer. Aquesta tàctica pretén empènyer Chu Tu a cometre un error, deixant-lo creure que Selina ha cooperat. És llavors posada en llibertat, i a l'inspector Chan Ka Kui li és confiada la seva protecció.
Selina desapareix el matí del procés, i Chu Tu és posat en llibertat. Ka Kui, considerat pels seus superiors responsable d'aquest fracàs, es trasllada al camp. Lliure, Chu Tu desitja venjar-se de Ka Kui, que l'havia detingut. L'atreu llavors servint-se de Selina — que mentrestant ha tornat a l'organització — com a esquer. L'homicidi d'un policia corrupte és llavors posat en escena per acusar Ka Kui.

## Repartiment
- Jackie Chan: Jackie / Chan Ka Kui
- Brigitte Lli: Selina Fong
- Maggie Cheung: May
- Kwok-Hung Lam: el comissari Raymond Li
- Bill Tung: Inspector Bill Wong
- Yuen Chor: senyor Chu
- Charlie Cho: John Ko
- Chi-Wing Lau: l'advocat Cheung
- Hak-Es Fung: Danny Ko
- Hing-Yin Kam: l'inspector Man
- Ken Tong: Tom
- Ben Lam: Thug
- Caigut Yuan: Tom Ku
- Michael Lai: l'home que intenta aparcar el seu cotxe
- Money Lo: la periodista de la televisió
- Fat Wan: Jacknife

## Al voltant de la pel·lícula
- Jackie Chan es va cremat les mans durant aquesta pel·lícula, en una acció perillosa on havia de relliscar al llarg d'una perxa a partir de l'últim pis al centre comercial Wing on a Kowloon.

## Premis i nominacions
- Nominacions pel millor actor (Jackie Chan), la millor actriu (Brigitte Lli), el millor director, la millor fotografia (Yiu-Tsou Cheung) i el millor muntatge (Peter Cheung), en els Premis Hong Kong Film 1986.
- Premi a la millor pel·lícula i a la millors coreografia (Jackie Chan), en els Premis Hong Kong 1986.